# Videogioco di ruolo alla giapponese
I videogiochi di ruolo alla giapponese, anche detti J-RPG (Japanese role-playing game), sono un tipo di videogiochi di ruolo prodotti in Giappone.
I primi esemplari appartenenti alla categoria risalgono agli inizi degli anni '80. Il genere però conoscerà gloria a metà degli anni '80, con l'uscita su console Famicom di Nintendo del primo episodio della popolare serie Dragon Quest, distribuito da Enix nel maggio 1986, che ne getterà ufficialmente le basi e influenzerà significativamente i titoli venuti dopo, come ad esempio la serie di Final Fantasy, il cui primo episodio risale al 1987, i cui numerosi capitoli che compongono la saga sono tra i più famosi e diffusi a livello mondiale.
Nonostante il successo della categoria, la maggior parte dei J-RPG prodotti non viene esportata al di fuori del Giappone e solo pochissimi raggiungono i paesi europei.
Oltre alle serie di Dragon Quest e Final Fantasy, altri titoli da segnalare sono le saghe di Shin Megami Tensei e Fire Emblem.
Oltre a queste ci sono anche le serie Pokémon, Xenosaga, Suikoden, Phantasy Star, Wild Arms, Tales of, Grandia, Shadow Hearts e molte altre. Molti titoli non hanno invece ricevuto un seguito, e fra questi ci sono Vagrant Story, Phantom Brave, The Legend of Dragoon e molti altri.

## Caratteristiche
Una delle caratteristiche fondamentali dei giochi di ruolo alla giapponese è la tipologia dei combattimenti. Quando l'avatar, vagando nella mappa, incontra dei mostri, la scena di gioco cambia e si viene trasportati in un'arena temporanea dove il combattimento avviene a turni (secondo varie meccaniche che differiscono da gioco a gioco) fra i personaggi ed i mostri; durante il proprio turno ogni giocatore sceglie un'azione e, finito il turno, riceve un attacco dal mostro, e così via fino alla sconfitta di una delle due fazioni.
Altre caratteristiche sono la grafica allineata allo stile nipponico di disegno degli anime (spesso con spade e armature fuori dalle dimensioni normali e costumi molto scenografici) e la tipologia di narrativa tipica delle storie dei manga.
Le critiche maggiori rivolte verso questa particolare categoria di videogiochi riguardano la scarsa o nulla libertà nell'interpretazione del personaggio, caratteristica dei giochi di ruolo occidentali, e l'eccessiva linearità e meccanicità della narrazione. Invece, i punti di forza dei J-RPG sono trame ben costruite e ricche di colpi di scena, caratterizzazione psicologica dei personaggi, grande varietà di ambientazioni e situazioni, e tantissimi bonus nascosti, da scoprire prestando una particolare attenzione ai dettagli. Alcuni videogiochi di questa categoria vengono anche inseriti in classifiche riguardanti i migliori videogiochi di sempre, come i celebri Chrono Trigger e Final Fantasy VI, quest'ultimo considerato dal sito web IGN il massimo esponente di questo genere.